# 聖塞西利亞區
11°03′51″N 85°25′06″W / 11.06417°N 85.41833°W
聖塞西利亞區（西班牙語：Santa Cecilia District），是哥斯達黎加的行政區，位於該國西北部瓜納卡斯特省，由拉克魯斯縣負責管轄，面積258平方公里，海拔高度337米，2013年人口7,786人，人口密度每平方公里30人。